# Гандольфо, Джузеппе
Джузеппе Гандольфо (итал. Giuseppe Gandolfo; 28 августа 1792, Катания, Королевство Сицилия — 13 сентября 1855, там же) — итальянский художник, писавший картины в стиле неоклассицизма.

## Биография

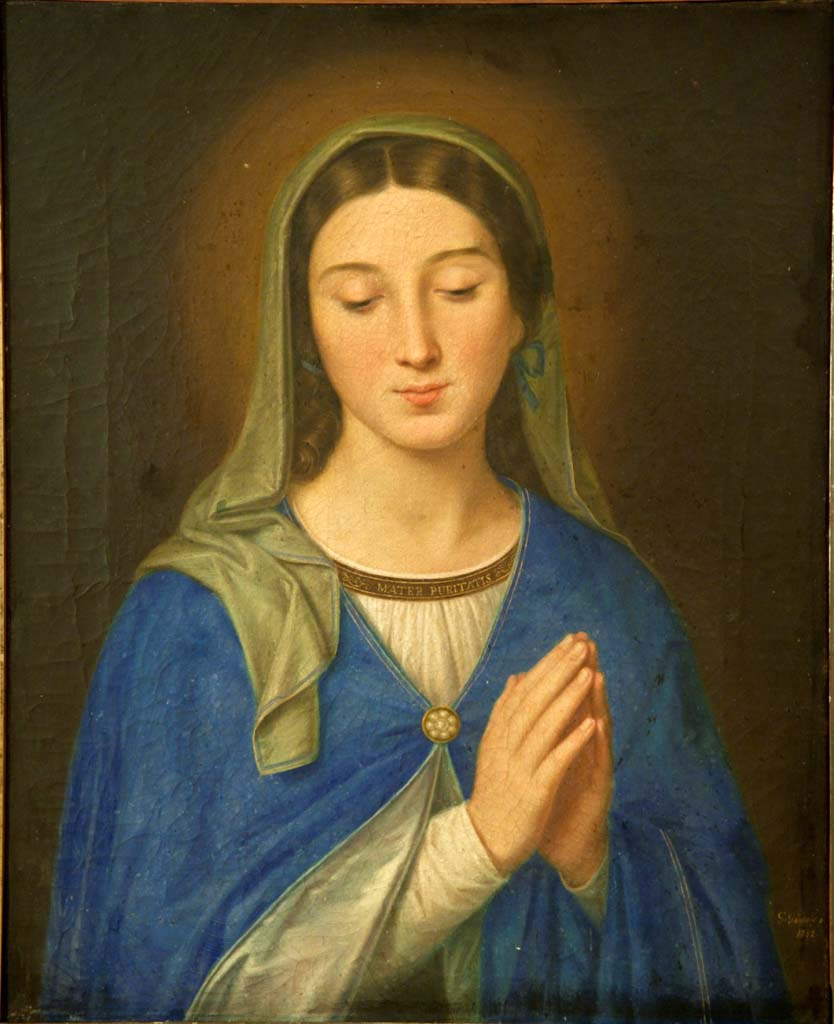
Mater Puritatis

Родился на Сицилии. Будучи молодым человеком, изучал литературу, но из-за отсутствия способностей и по воле отца перешёл к изучению ювелирного искусства и художественных работ по металлу. Потерпев провал и здесь, убедил отца отпустить его в школу живописи Маттео Дезидерато. Позже, отправился в Рим и стал учеником у Джузеппе Эрранте, затем в 1820 г. ненадолго переехал во Флоренцию, где работал под руководством Пьетро Бенвенути.
Побывав в Риме, с целью навестить своего старого учителя Дж. Эрранте, он тяжело заболел малярией из-за Понтийских Болот. Вернулся в Катанию уже серьезно больным, и по совету врачей остался на Сицилии. Со времен излечился от болезни, но стал апатичным и потерял вдохновение.
В Катании он стал примером для растущих художников, так как там не было никакой художественной школы. В последующие годы посвятил себя преподаванию: среди его известных учеников были Сальваторе Зуррия, Нунцио Личчарделло, племянник Антонино Гандольфо , Джузеппе Скьюти, Франческо ди Бартоло .
Умер в Катании 13 сентября 1855 года в возрасте 63 лет от последствий заболевания малярией.

## Творчество
Во Флоренции он создал несколько удачных копий с классических произведений Рафаэля, Корреджо и Тициана.
Писал, в основном, портреты многих представителей высшего общества и культуры Этны. Автор пейзажей, картин на мифологические и религиозные темы. В 1852 году рисовал с натуры извержение вулкан Этна, изобразив себя на его фоне.
Среди его полотен: «Портрет Диогена», «Святое семейство», «Аполлон играющий на лире», «Мария Магдалена», персонажи древнегреческой мифологии «Телемах», «Агамемнон» и «Идоменей».

## Галерея

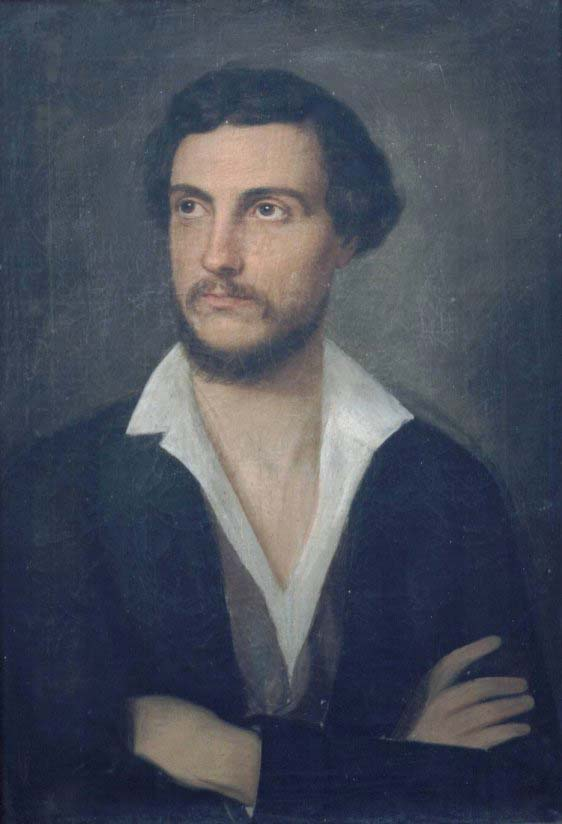
Портрет музыканта Антонио Гандольфо Бранкалеоне
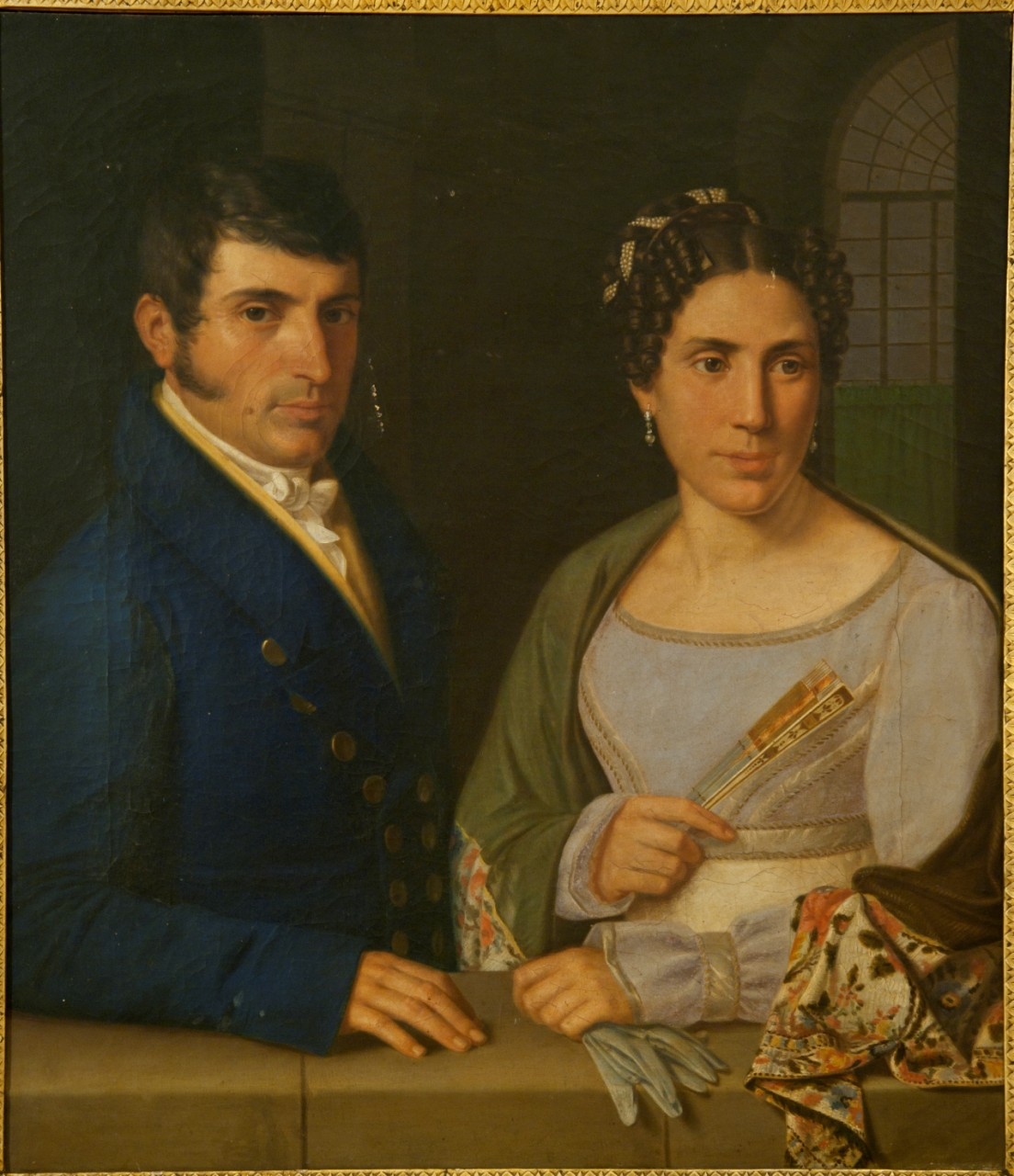
Портрет брата Гаэтано и его жены Марии Арриго
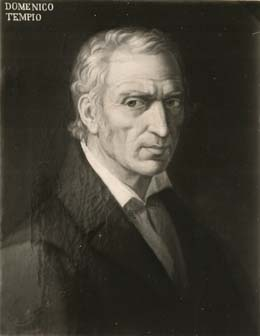
Портрет поэта Доменико Темпио
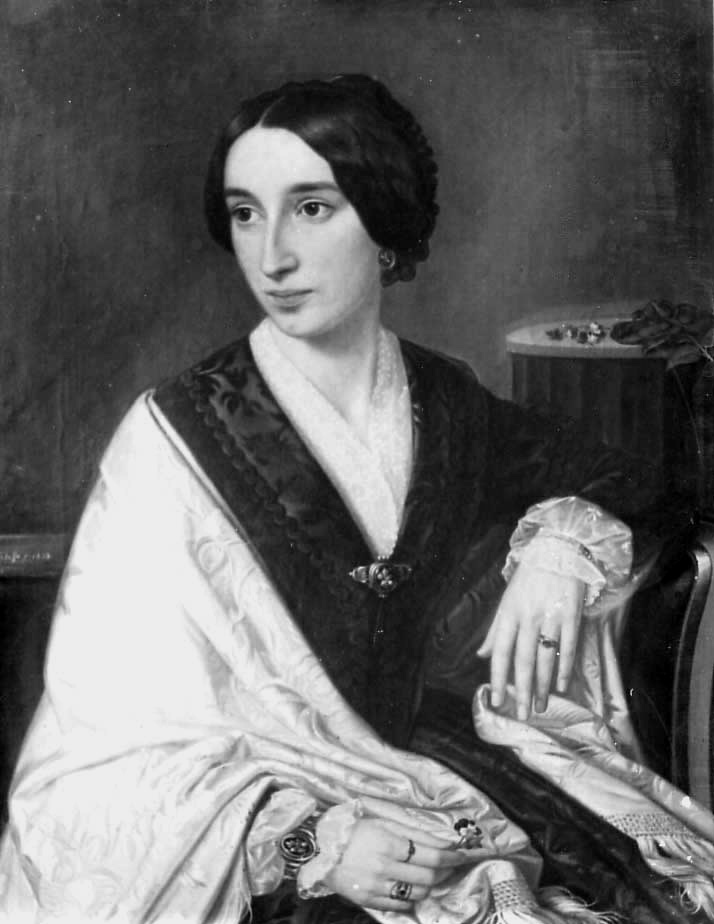
Портрет герцогини Фердинанды Грифео